# Бондарин, Сергей Александрович
Сергей Александрович Бонда́рин (14 [27] января 1903 или 27 января 1903, Одесса, Херсонская губерния — 25 сентября 1978, Москва) — русский советский прозаик и поэт. 

## Биография
Родился 14 (27 января) 1903 года в Одессе (ныне Украина). Отец Бондарина занимал административную должность. Он вырос в Одессе, в начале 1920-х годов входил в круг одесских писателей, особенно был дружен с Э. Г. Багрицким и С. Г. Гехтом. В 1929 году окончил юридическое отделение Одесского института народного хозяйства. В 1931 году женился на художнице Генриетте Адлер (1903—1997).
Бондарин писал стихи, рассказы, журналистские очерки. Первая книга (для детей) — «Дындып из долины Дургун-Хоток» (1931), действие которой происходит в Монголии. Протесты писателей, в том числе В. Б. Шкловского и Л. И. Славина против того, что Бондарину уделяется мало внимания, привели к публикации первого сборника «Пять лет» (1935). Член Союза писателей СССР с 1938 года. На протяжении всей жизни был близким другом писателя Семёна Гехта; они вместе в 1923 году переехали в Москву, в 1944 году по одному делу были почти одновременно арестованы и оба получили один срок.
Участник Великой Отечественной войны на Черноморском флоте. С июня 1941 года по февраль 1944 года Бондарин служил при Политуправлении Черноморского флота. Интендант 2-го ранга. Участвовал в Крымской оборонительной операции, Керченской десантной операции 1941 года, в битве за Кавказ. 2 августа 1942 года награждён медалью За боевые заслуги.
В марте 1944 года был арестован, 21 апреля 1945 приговорен к 8 годам лагерей по обвинению в «антисоветской агитации». До 1953 года находился в заключении в Мариинске (Кемеровская область), в Тайшете, затем в ссылке в Красноярском крае.
С. А. Бондарин умер 25 сентября 1978 года. Похоронен в Москве на Донском кладбище, участок № 4, рядом с женой (с 1931 года) — художницей Генриеттой Савельевной Адлер (1903—1997).

## Сочинения
- Дындып из долины Дургун Хоток: [Повесть о мальчике-ойрате] / Рис. и обл. Звонарёвой. — [М.]: Огиз: Мол. гвардия, 1931. — 96 с.
  - То же. 2-е изд. — [М.]: Детгиз, 1934. — 96 с.
  - То же. — [М.]: Детиздат, 1935. — 84, [3] с.
- 5 лет: [Рассказы]. — М.: Гослитиздат, 1935. — 209, [2] с.
- Три старика: Картины Балкарии: [Рассказы]. — М.: Художественная литература, 1937. — 81 с.
  - То же. — М.: Гослитиздат, 1937. — 84 с.: ил.
- Разные времена: [Рассказы]. — М.: Сов. писатель, 1939. — 272 с.
- Путешествие к горному перевалу. — М.; Л.: Детиздат, 1940. — 48 с.: ил.
- Мы идём в десант: Повесть. — М.: Изд-во ДОСААФ, 1955. — 80 с.
- Ваня Золушкин: Повесть / [Ил.: С. Кабатаев]. — М.: Детгиз, 1957. — 126 с.: ил.
- Лирические рассказы. — М.: Сов. писатель, 1957. — 431 с.
- Волны Дуная: Повести и рассказы. — М.: Сов. писатель, 1961. — 359 с.: ил.
- Гроздь винограда: Записки. Рассказы. Повесть / [Ил.: С. Б. Телингатер]. — [М.] : [Сов. писатель], [1964]. — 362 с.: ил.
- Повесть для сына: Повести, воспоминания, рассказы. — М.: Сов. писатель, 1967. — 447 с.
- Златая цепь: Записки. Повести. Рассказы / Худож. В. Медведев. — М.: Сов. писатель, 1971. — 333 с.: ил.
- Парус плаваний и воспоминаний. — М.: Сов. Россия, 1971. — 219 с.: портр.
- Прикосновение к человеку: Повести, рассказы, записки. — М.: Сов. писатель, 1973. — 480 с.
- На берегах и в море: Повести, рассказы, записки / [Худож. Д. Громан]. — М.: Сов. писатель, 1981. — 591 с.: ил.
- Тебе даётся день: [Стихи]. — М.: Возвращение, 1992. — 34 с.: ил. — (Поэты-узники ГУЛАГа. Малая серия; 4).

### В периодике
- Балкарские рассказы, «Красная новь», 1936, № 3
- Эдуард Багрицкий. Статья, Новый мир, 1961, № 4
- Никола-на-водах, «Наш современник», 1961, № 3